# Margarita Mbywangi
Margarita Mbywangi (n. 1962) es una política paraguaya y líder indígena, perteneciente a la etnia aché, que en 2008 fue designada directora del Instituto de Asuntos Indígenas de Paraguay en 2008.
El 18 de agosto de 2008, el presidente Fernando Lugo la nombró como director del Instituto de Asuntos Indígenas, organismo con rango de ministerio, convirtiéndose en la primera persona autorreconocida como indígena en ocupar un cargo de tal magnitud en Paraguay. Sin embargo, fue destituida en diciembre de ese año por el mismo Lugo. [cita requerida]
Según informaron varios medios de comunicación, a la edad de cuatro años fue capturada en la selva, cerca de la comunidad aché de Chupapou y vendida como esclava para trabajar en casas de familias de hacendados. Posteriormente a ser liberada, pudo concurrir a la escuela, aprender a leer y escribir, y logró terminar la escuela secundaria recién en 2008.